# Lozivskîi
Lozivskîi (în ucraineană Лозівський) este o așezare de tip urban din raionul Sloveanoserbsk, regiunea Luhansk, Ucraina. În afara localității principale, nu cuprinde și alte sate.

## Demografie
Componența lingvistică a așezării de tip urban Lozivskîi
     Rusă (75,51%)
     Ucraineană (24,17%)
     Alte limbi (0,18%)
Conform recensământului din 2001, majoritatea populației așezării de tip urban Lozivskîi era vorbitoare de rusă (75,51%), existând în minoritate și vorbitori de ucraineană (24,17%).